# Сарыарка (Аягозский район)
Сарыарка (каз. Сарыарқа) — село в Аягозском районе Абайской области Казахстана. Административный центр Сарыаркинского сельского округа. Код КАТО — 633479100.
Недалеко от села похоронен казахский бий, акын и оратор Байгара́ бий Куттыба́йулы и Актайлак би (Мавзолей Актайлак бия).

## Население
В 1999 году население села составляло 1000 человек (515 мужчин и 485 женщин). По данным переписи 2009 года, в селе проживало 1059 человек (536 мужчин и 523 женщины).